# Francisco Amorós
Francisco Amorós y Ondeano (Valencia 19 de febrero de 1770-París 8 de agosto de 1848) fue un político afrancesado, pedagogo y militar español. Es conocido internacionalmente por ser uno de los fundadores de la Educación Física moderna. Vivió exiliado en París tras la salida de España de José I Bonaparte en junio de 1813. Desde 1839 hasta su muerte ostentó el título de marqués de Sotelo. 
A Francisco Amorós y Ondeano se le debe, por ejemplo, los primeros pasos decididos y sistemáticos para introducir la educación física en el programa de las escuelas primarias. La gimnasia amorosiana, se ha practicado hasta hace pocas décadas  en la escuela, en el instituto, en el ejército. Es aquel método en que se emplean aparatos, trapecio, barra fija, paralelas, anillas, trampolín, etc.

## Biografía
Francisco Amorós sirvió como oficial en el Despacho Universal de la Guerra durante el reinado de Carlos IV. Fue director del Real Instituto Militar Pestalozziano de Madrid. Como recompensa por sus servicios, fue promocionado por el rey a coronel de Infantería, siendo además nombrado ministro del Consejo de Indias.
Tras la invasión francesa Amorós fue nombrado gobernador militar y político de Santander por el rey José I (20 de noviembre de 1808); también fue nombrado intendente de la provincia de Cantabria, comandante militar y político de su costa, y consejero de Estado (25 de noviembre). Como gobernador de Cantabria ideó la publicación de La Gazeta de Santander para dar publicidad al nuevo régimen. En 1809 creó la Guardia Nacional cántabra, encargada de patrullar los municipios y luchar contra las guerrillas, en respuesta a los decretos de Napoleón (15 de diciembre de 1808) y José I (29 de diciembre).
El 9 de febrero de 1809 fue nombrado comisario regio en las Provincias Vascongadas, siendo reclamado en la Corte en marzo de 1809 en su calidad de consejero de Estado. A finales de ese mismo año el rey José I Bonaparte lo nombró caballero de la Real Orden de España.

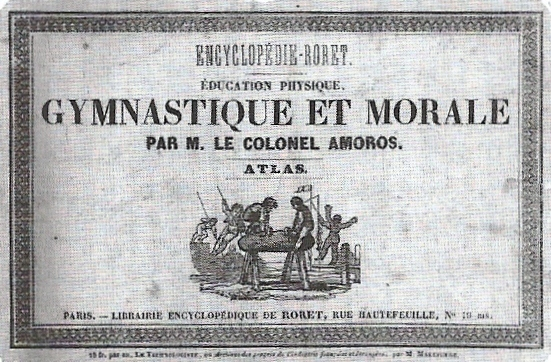
Portada del libro de Francisco Amorós Manuel d'éducation physique, gymnastique et moral, publicado en París en 1830.

Tras la salida de España del rey José I en junio de 1813 Francisco Amorós se exilió en París y recibió el estatuto de refugiado político, lo que no consiguieron otros altos funcionarios de la monarquía josefina. En septiembre de 1814, tras la restauración borbónica en España, publicó en París una famosa Representación del consejero de Estado español Don Francisco Amorós a S. M. el Rey Don Fernando VII, quejándose de la persecución que experimenta su mujer Doña María de Therán, de parte del Capitán general de Castilla la Nueva, Don Valentín Belbis, Conde de Villariezo, Marqués de Villanueva de Duero, y defendiendo la conducta que ha tenido Amorós en las convulsiones políticas de su patria, acompañada de documentos justificativos. En octubre se reunieron con él en París su mujer y sus tres hijos y dos años después obtuvo la nacionalidad francesa. Poco antes había ingresado en la prestigiosa Societé pour l’amélioration de l’enseignement élémentaire donde leyó una memoria en la que defendió la pedagogía pestalozziana. Su obra Cantiques religieux et moraux ―en realidad una recopilación de cánticos patrióticos― hizo que el gobierno de la Restauración se interesara por su método de educación física ―el «sistema amorosiano» como lo denominaba― y en 1820 lo nombrara director del Gymnase normal militaire et civil, también conocido como Gymnase de Grenelle, por el nombre del parque parisino donde se encontraba, y que pronto alcanzó fama internacional. En 1830, ya con Luis Felipe de Orleans en el trono, publicó Manuel d’éducation physique, gymnastique et moral donde sistematizó su método gimnástico, convirtiéndose en una obra de referencia.
En 1839 volvió a Valencia, para tomar posesión del título de marqués de Sotelo, tras el fallecimiento de su primo Esteban Amorós, y aprovechó la ocasión para donar una serie de aparatos gimnásticos a la Sociedad Económica de Amigos del País de su ciudad natal. Volvió a París donde moriría en 1848. En la placa conmemorativa de su tumba se dice que fue el «creador del método francés de educación física».